# Charles Jarrott
Charles Jarrott (n. 16 iunie 1927, Londra, Anglia, Regatul Unit – d. 4 martie 2011, Los Angeles, California, SUA) a fost un regizor de film, actor și scenarist britanic.

## Filmografie selectivă
- 1969 Anna celor o mie de zile (Anne of the Thousand Days)
- 1971 Maria Stuart (Mary, Queen of Scots)
- 1973 Orizontul pierdut [9][10] (Lost Horizon)
- 1974 Porumbelul (The Dove)
- 1967 Escape from the Dark (aka The Littlest Horse Thieves)
- 1977 De cealaltă parte a nopții (The Other Side of Midnight)
- 1980 The Last Flight of Noah's Ark
- 1981 Condorman
- 1981 The Amateur
- 1986 Viața unui campion (The Boy in Blue)
- 1994 Frumusețe înșelătoare (Treacherous Beauties, film TV)
- 1995 La miezul nopții (At the Midnight Hour, film TV)
- 1997 Cadouri de crăciun (The Christmas List), film TV)
- 1997 The Secret Life of Algernon
- 2001 Turn of Faith

Tilurile românești sunt din Lumea filmului Dicționar de cineaști (pag. 250–251) și Dicționar universal de lungmetraje cinematografice (pag. 1024)

## Legături externe
- Charles Jarrott la Internet Movie Database